# Sau nửa đêm (tiểu thuyết của Murakami)
After Dark (アフターダーク Afutā Dāku)  (Tiếng Nhật: アフターダーク; Tiếng Việt: Sau nửa đêm) là một tiểu thuyết ra mắt năm 2004 của tác giả người Nhật Bản Haruki Murakami.
Phiên bản tiếng Anh của tiểu thuyết này đã được The New York Times vinh danh trong danh sách "100 đầu sách ấn tượng năm 2007".

## Tóm tắt nội dung
Lấy bối cảnh một đêm ở thủ đô Tokyo, tiểu tuyết xoay quanh Mari Asai, một sinh viên 19 tuổi. Khi đang đọc sách suốt đêm tại một quán ăn Denny's, cô gặp Takahashi Tetsuya, một sinh viên kiêm nhạc công trombone, rất thích bài hát "Five Spot After Dark" của Curtis Fuller. Takahashi biết chị gái của Mari, tên là Eri. Takahashi từng để ý cô Eri và khẳng định rằng bọn họ đã từng gặp gỡ nhau trước đó. Trong lúc đó, Eri đang mê ngủ bên cạnh một chiếc tivi và dường như đang bị ám bởi một bóng hình ghê rợn.
Mari sau đó gặp gỡ với một nữ đô vật đã nghỉ hưu, Kaoru, hiện đang làm quản lý trong một khách sạn tình nhân có tên "Alphaville". Kaoru cần Mari thông dịch cho một cô gái mại dâm  người Trung Quốc vừa bị một tay nhân viên văn phòng tên Shirakawa bạo hành trong khách sạn. Bọn họ sau đó cùng nhau truy tìm Shirakawa. Một nhóm Mafia Trung Quốc hành nghề chăn dắt gái mại dâm cũng truy lùng hắn.
Tại khách sạn đó, Mari cũng được nghe kể các câu chuyện cuộc đời của những nhân viên khách sạn và khám phá một thế giới ngầm đang âm thầm tồn tại phía dưới xã hội chúng ta đang sống.
Một phần câu chuyện xảy ra trong một thế giới hỗn mang giữa hiện thực và cõi mộng, mỗi chương truyện bắt đầu với hình ảnh một chiếc đồng hồ chỉ các mốc thời gian trong một đêm.

## Nhân vật
- Mari Asai, một sinh viên ngành ngữ văn Trung Quốc 19 tuổi. Khi còn nhỏ, cô học ở một trường học dành cho trẻ em Trung Quốc. Mari khá dè dặt khi nói chuyện với người lạ nhưng rất thích "làm chuyện bao đồng".
- Tetsuya Takahashi, một sinh viên chơi kèn trombone muốn ngừng chơi nhạc và chuyển sang học luật. Anh ấy khá lạc quan và không muốn sống quá tham vọng
- Kaoru, một nữ đô vật đã nghỉ hưu hiện đang làm quản lý tại khách sạn tình nhân tên "Alphaville". Cô là người đáng tin cậy, trung thực và luôn đứng về phía công lý
- Shirakawa, một nhân viên văn phòng đã bạo hành một cô gái mại dâm người Trung Quốc tại khách sạn "Alphaville".

## Cấu trúc
Câu chuyện được chia thành nhiều chương nhỏ có độ dài khác nhau được kể theo chiều thời gian tuyến tính. Một số chương mô tả các sự kiện tâm linh xảy ra với Eri Asai, và một số kể câu chuyện của Mari Asai trong đêm cô đọc sách tại quán ăn Denny's. Như thường lệ, hai tuyến truyện gặp nhau tại kết thúc của tiểu thuyết.
Tiểu thiết bao hàm nhiều biểu tượng có thể hiểu theo nhiều cách khác nhau. Tác giả sử dụng những biểu tượng có tính gợi mạnh như âm nhạc, buổi đêm, ánh sáng, tầm nhìn từ máy quay và tivi bị hỏng. Murakami để việc giải thích các biểu tượng này cho độc giả.

## Tiếp nhận
Cuốn tiểu thuyết nhận điểm rating 64% từ trang tổng hợp đánh giá sách iDreamBooks dựa trên 17 đánh giá của các nhà phê bình. Đa phần các phân tích chỉ trích phần kết truyện "chưng hửng", hay thậm chí là không rõ có phần kết truyện hay không. Nhiều nhà phê bình nhận thấy điều này đã "tự hủy" phần còn lại của cuốn sách.